# Zamek w Wysuczce

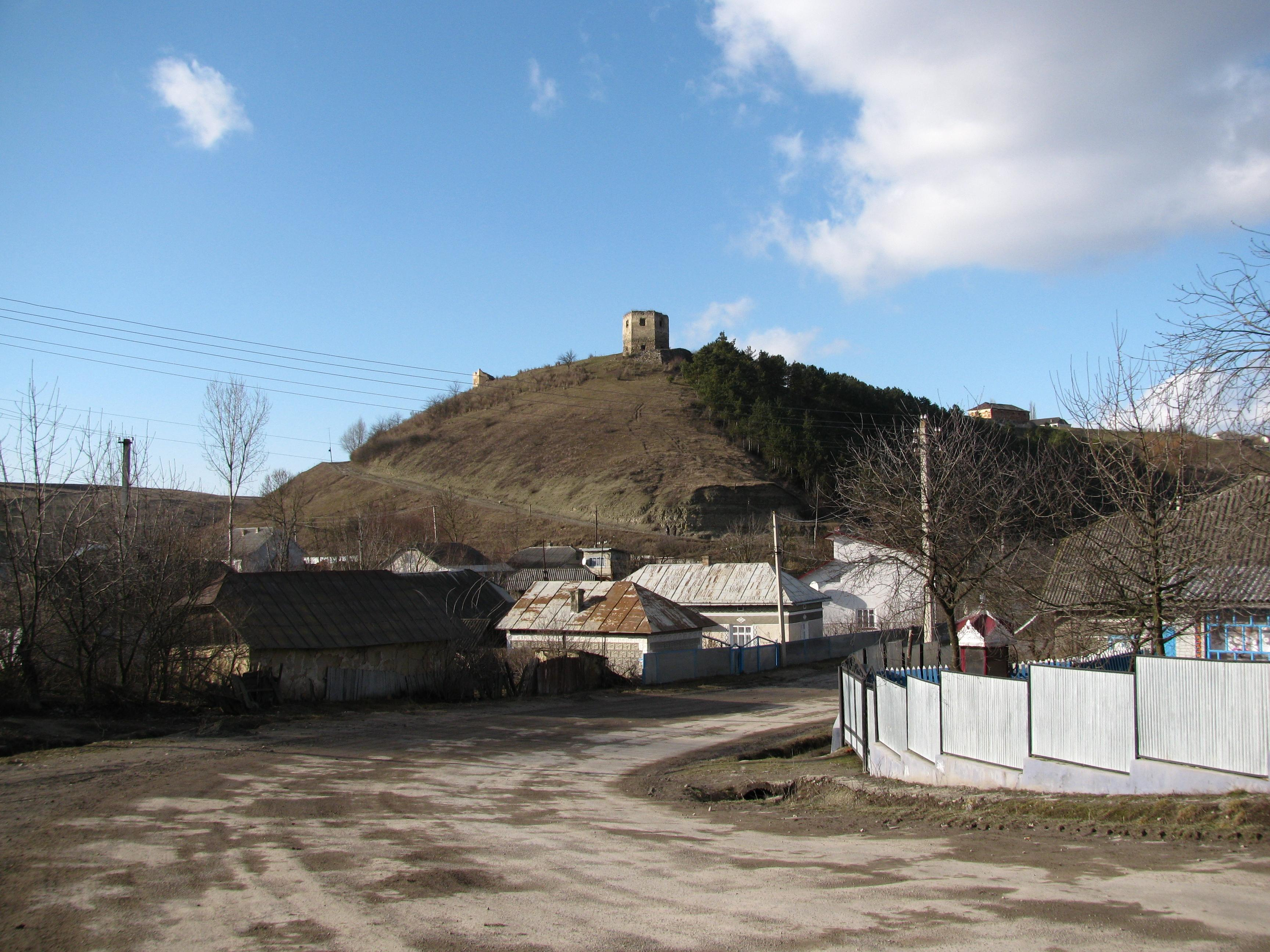
Zamek w Wysuczce

Zamek w Wysuczce – zamek zbudowany na początku XVII w., na niewielkim płaskowyżu na stromym i wyniosłym brzegu przy ujściu rzeki Głęboczek do Niczławy.

## Historia
W 1672 r. zamek został zdobyty przez Turków, a w 1675 roku obsadzony był przez załogę króla Polski Jana III Sobieskiego. W 1772 w wyniku I rozbioru Polski Wysuczka znalazła się pod zaborem austriackim. Pod koniec XVIII wieku należała do polskiej rodziny Szymanowskich. Około 1800 r. właścicielem został Tadeusz Czarkowski.

## Architektura
Nie są znane opisy, plany czy przekazy ikonograficzne pierwotnego zamku. Był zbudowany z kamienia i cegły na planie nieregularnego czworoboku, tworząc obwód obronny z murami i czterema sześciobocznymi basztami w narożach. Podczas budowy od najbardziej stromej wschodniej strony wzgórza budowla została wzmocniona ścianą oporową z ciosanego piaskowca. Wieże miały różne wymiary, te od strony południowo-wschodniej były bardziej masywne od tych od strony południowo-zachodniej. W ścianach wież znajdowały się prostokątne szczeliny. Prawdopodobnie dolne kondygnacje wież były zwieńczone półkolistymi łukami, natomiast górne poziomy zostały wykonane z drewna. Wjazd do zamku, od północnej równinnej części płaskowyżu, oddzielonej przekopem suchej fosy i wałem prowadził przez wieżę bramną na obszerny dziedziniec. Budynek mieszkalny wznosił się nad urwistym, południowym krańcem wzgórza.

## Pałac
Cyryl Czarkowski syn Tadeusza przed 1831 zburzył mury obronne z bramą, zasypał przekop od północy i rozpoczął przebudowę zamku na pałac, zlokalizowany między dwiema wieżami południowo-wschodnią i południowo-zachodnią. Zamek wzniesiony był na fundamentach i wykutych w skale piwnicach zamkowych, być może z wykorzystaniem starych murów naziemnych. Jego żona, Maria z domu Golejewska, wobec bezdzietności ich małżeństwa, przekazała majątek wraz z zamkiem adoptowanemu krewnemu, Tadeuszowi Czarkowskiemu (1850–1940), który warunkowo przyjął jej nazwisko panieńskie. Na przełomie 1890/1891 Tadeusz Czarkowski-Golejewski remontował ruiny zamku wysuckiego. Od tego czasu gospodarstwem tamże zajmowała się jego matka, Wiktoria Czarkowska. W maju 1891 zamieszkała tam rodzina Tadeusza, żona Maria (córka Filipa Zaleskiego) oraz synowie Cyryl i Wiktor.
W spisanym 1 października 1893 testamencie Maria Czarkowska (zmarła 14 października 1893) napisała: „Uniwersalnym spadkobiercą moim mianuję mojego przybranego syna Tadeusza Czarkowskiego-Golejewskiego” (jednocześnie wycofała się wcześniejszej obietnicy darowania córce Koziebrodzkich Marii dóbr w Wysuczce). Tadeusz Czarkowski-Golejewski był pierwszym ordynatem na Wysuczce, drugim był jego syn Cyryl (1885–1940, ofiara zbrodnia katyńskiej w 1940 z Ukraińskiej Listy Katyńskiej; podobnie jak drugi syn Tadeusza – Wiktor, a trzecim wnuk Cyryl (1915–1988).
Pod koniec XIX w. stał jeszcze zachowany prawie w całości i zamieszkały obronny niegdyś zameczek. Pożar zniszczył pałac pod koniec kwietnia 1899. Na jego miejscu wybudowano około 1910 mniejszy pałac, który pozostał własnością rodziny Czarkowskich do 1939 r. W 1939 r. pałac i przyległe części starego zamku były w dobrym stanie. W zamku – pałacu mieszkał jego właściciel. Po 1945 r., gdy Polsce odebrano południowe województwa i przyłączono do Ukraińskiej SRR, zamek został ostatecznie zburzony i rozebrany w 1991 r. Samorząd wsi postanowił rozebrać cztery wielopoziomowe wieże zamku, tłumacząc swoją decyzję niebezpiecznym stanem obiektu. Wieże zostały prawie całkowicie zburzone. Z czterech kondygnacji ocalały tylko niewielkie fragmenty do pierwszego poziomu.
Obecnie z ruin całego kompleksu pozostały dwie narożne wieże zamku: południowo-wschodnia sześcioboczna, masywna, z prostokątnymi strzelnicami w górnej kondygnacji rozkutymi na okna i południowo-zachodnia. Między nimi znajdują się pozostałości fundamentów pałacu z piwnicami. Wieża południowo-wschodnia zachowała się na wysokość dwóch kondygnacji. Łuki w dolnej kondygnacji wieży zachowały swój pierwotny kształt. Ze smuklejszej wieży południowo-zachodniej pozostała część pierwszej kondygnacji i strzelnicami.

## Urodzeni
- Cyryl Czarkowski